# Vârful Iezer, Munții Făgăraș
Vârful Buda este un vârf montan din Munții Făgăraș, care are o altitudine de 2.429 m. Se află la sud de vârful Urlea. La poalele sale se găsește lacul glaciar Urlea.